# Acanthogyrus tilapiae
Acanthogyrus tilapiae är en hakmaskart som först beskrevs av Edward Baylis 1948.  Acanthogyrus tilapiae ingår i släktet Acanthogyrus och familjen Quadrigyridae. Inga underarter finns listade i Catalogue of Life.